# Duminiczi
Duminiczi (ros. Думиничи) – osiedle typu miejskiego w Rosji, w obwodzie kałuskim, ośrodek administracyjny rejonu duminickiego. W 2010 liczyło 6326 mieszkańców.